# آمبوهیترووا
آمبوهیترووا (به لاتین: Ambohitrova) یک منطقهٔ مسکونی در ماداگاسکار است که در فیتووینانی واقع شده‌است. آمبوهیترووا ۳٬۶۵۹ نفر جمعیت دارد و ۱۷ متر بالاتر از سطح دریا واقع شده‌است.